# بيرت باكر
بيرت باكر (بالهولندية: Bert Bakker)‏ هو ناشر وكاتب للأطفال وكاتب وشاعر هولندي، ولد في 3 أبريل 1912 في هاوزن في هولندا، وتوفي في 19 سبتمبر 1969 في Ilpendam ‏ في هولندا.